# Macchi Castoldi M.C. 72
Italské závodní plovákové letouny Macchi M.C. 72 byly postaveny v letech 1930 a 1931 pro závod hydroplánů o Schneiderův pohár. 12. ročník tohoto závodu byl uspořádán v září 1931 ve Velké Británii. Vzhledem k tomu, že Britové zvítězili se svými letouny Supermarine S.5 a S.6 v předchozích dvou ročnících, dělali Italové vše pro navrácení putovní trofeje zpět do Itálie. Motory italských závodních speciálů ale začaly zaostávat za britskými a další zvyšování jejich výkonu při zachování co nejmenšího příčného průřezu se zdálo být nemožné.
Po nezdařilých pokusech několika firem o neobvykle řešené letouny nalezl východisko konstruktér továrny Macchi Mario Castoldi ve spolupráci s konstruktérem motorů Fiat Zerbim. Ten spojil dva vidlicové dvanáctiválce Fiat AS-5 za sebe tak, že vznikl čtyřiadvacetiválec AS-6 s výkonem až 2280 kW (3100 k), snížený v zájmu životnosti na 2060 kW (2800k). Motor poháněl přes reduktor, snižující otáčky z 3300 na 1980 za minutu, dvě dvoulisté protiběžné vrtule, čímž byl odstraněn nebezpečný točivý moment jedné vrtule.
Prakticky na míru tohoto motoru postavila továrna Macchi ve Varese celkem pět letounů M.C. 72. Hned v počátcích zkoušek se projevily poruchy motorů a jejich karburátorů, završené smrtelnou havárií kapitána Giovanni Montiho. Vzhledem k přetrvávajícím problémům nakonec Itálie od účasti ve Schneiderově poháru odstoupila.
Zkoušky M.C. 72 však pokračovaly dál s cílem získání rychlostních rekordů. Výsledkem však byly další poruchy motorů, havárie a smrt poručíka Stanislao Belliniho. Motory nakonec pomohl vyladit britský specialista na karburátory a palivové směsi Rod Banks. Teprve pak se mohly zbylé dva exempláře M.C. 72 zúčastnit bojů o světové rekordy.
Rotmistr (později poručík) Francesco Agello je na tomto typu zalétl 10. dubna 1933 průměrnou rychlostí 681,97 km/h a 23. října 1934 průměrnou rychlostí 709,21 km/h. Tento rekord je v kategorii vodních letadel s pístovými motory platný dodnes.

## Technické údaje

- Motor: Vidlicový čtyřiadvacetiválec Fiat AS-6 o krátkodobém maximálním výkonu 2280 kW (3100 k) poháněl přes reduktor dvě protiběžné kovové dvoulisté vrtule.
- Rozměry:
- Rozpětí: 9,48 m
- Délka: 8,32 m
- Výška: 3,30 m
- Nosná plocha: 15,00 m2
- Hmotnosti:
  - Prázdná: 2500 kg
  - Letová: 3025 kg
  - Při rekordním letu: 2910 kg
- Maximální rychlost: 711,31 km/h (nejrychlejší průlet při rekordním letu 23. října 1934)